# Маргарян, Смбат
Смбат Маргарян (арм. Սմբատ Մարգարյան, род. 17 марта 1993, Ереван) — армянский тяжелоатлет.

## Карьера
Смбат Маргарян завоевал бронзовую медаль на Летних юношеских Олимпийских играх в 2010 году. 